# Динамометрический ключ

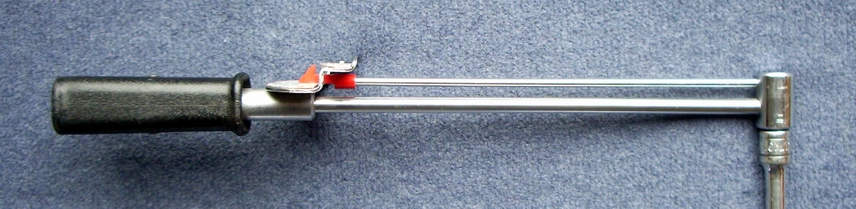
Стрелочный динамометрический ключ

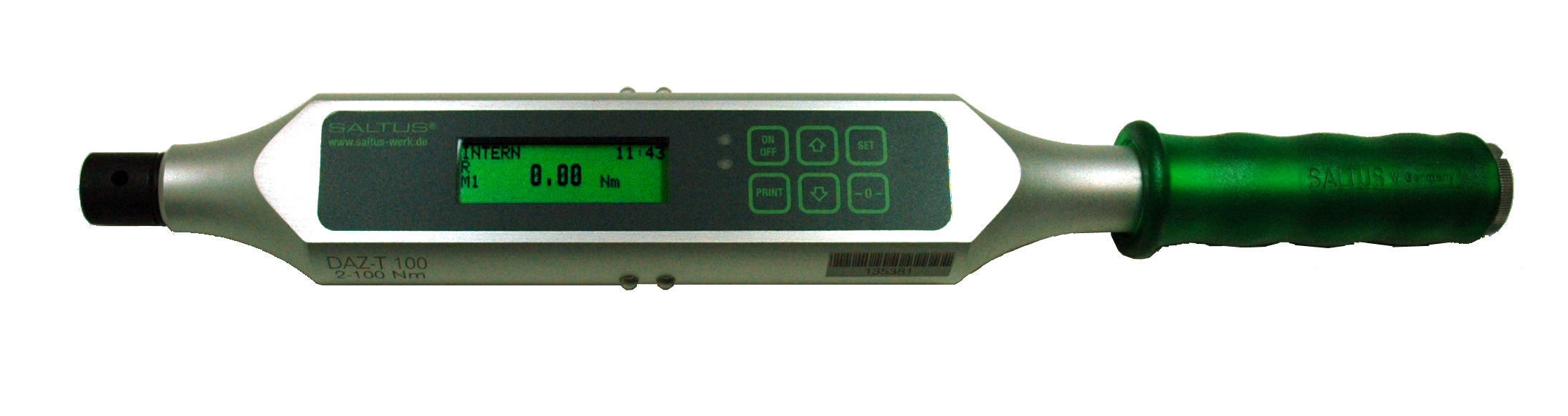
динамометрический ключ

Динамометри́ческий ключ — гаечный ключ со встроенным динамометром. Это прецизионный инструмент для затяжки резьбовых соединений с точно заданным моментом. При проектировании любых строительных конструкций, любого промышленного или строительного оборудования, любой техники, предполагается её сборка с определённым значением  крутящего момента для каждого конкретного соединения.

## Назначение динамометрических ключей
Правила работы с динамометрическими ключами
Прежде всего необходимо ознакомиться с инструкцией по эксплуатации на инструмент. Необходимо подбирать модель ключа так, чтобы нужный момент затяжки находился примерно в середине диапазона работы ключа, нельзя превышать максимальный момент, на который рассчитан ключ, иначе его механизм будет повреждён. Динамометрические ключи предельного типа следует хранить с установленным минимальным значением на шкале, при этом нельзя выставлять крутящий момент ниже минимального значения на шкале . Корпус ключа следует оберегать от деформаций и повреждений, которые могут привести к подклиниванию внутреннего механизма и неточности показаний.
Нарушения правил пользования чаще всего приводит к поломке храпового механизма и выходного квадрата.
Виды динамометрических ключей
Все динамометрические ключи можно разделить на два вида: это ключи предельного типа и ключи индикаторного типа. Ключи индикаторного типа подразделяются на стрелочные, шкальные и электронные. Ключи предельного типа подразделяются на ломающиеся и щелчковые.

## Типы динамометрических ключей
- Динамометрические ключи предельного типа, также пружинные динамометрические ключи предназначаются для быстрой затяжки резьбовых соединений с точно заданным крутящим моментом. Погрешность в работе ключа не превышает 4 %, при условии, что своевременно выполняется поверка инструмента на специальном стенде. Сертификат соответствия необходимо ежегодно подтверждать в Ростест.
- Стрелочные (торсионные) динамометрические ключи. Точность таких ключей не самая высокая, погрешность измерений составляет от 5 % до 20 %. В силу своих конструктивных особенностей они со временем утрачивают точность и не поддаются регулировке.
- Электронные (динамометрические ключи с цифровой индикацией момента). Предназначаются для контроля затяжки «ответственных» резьбовых соединений. Погрешность таких ключей обычно не превышает 1 %.

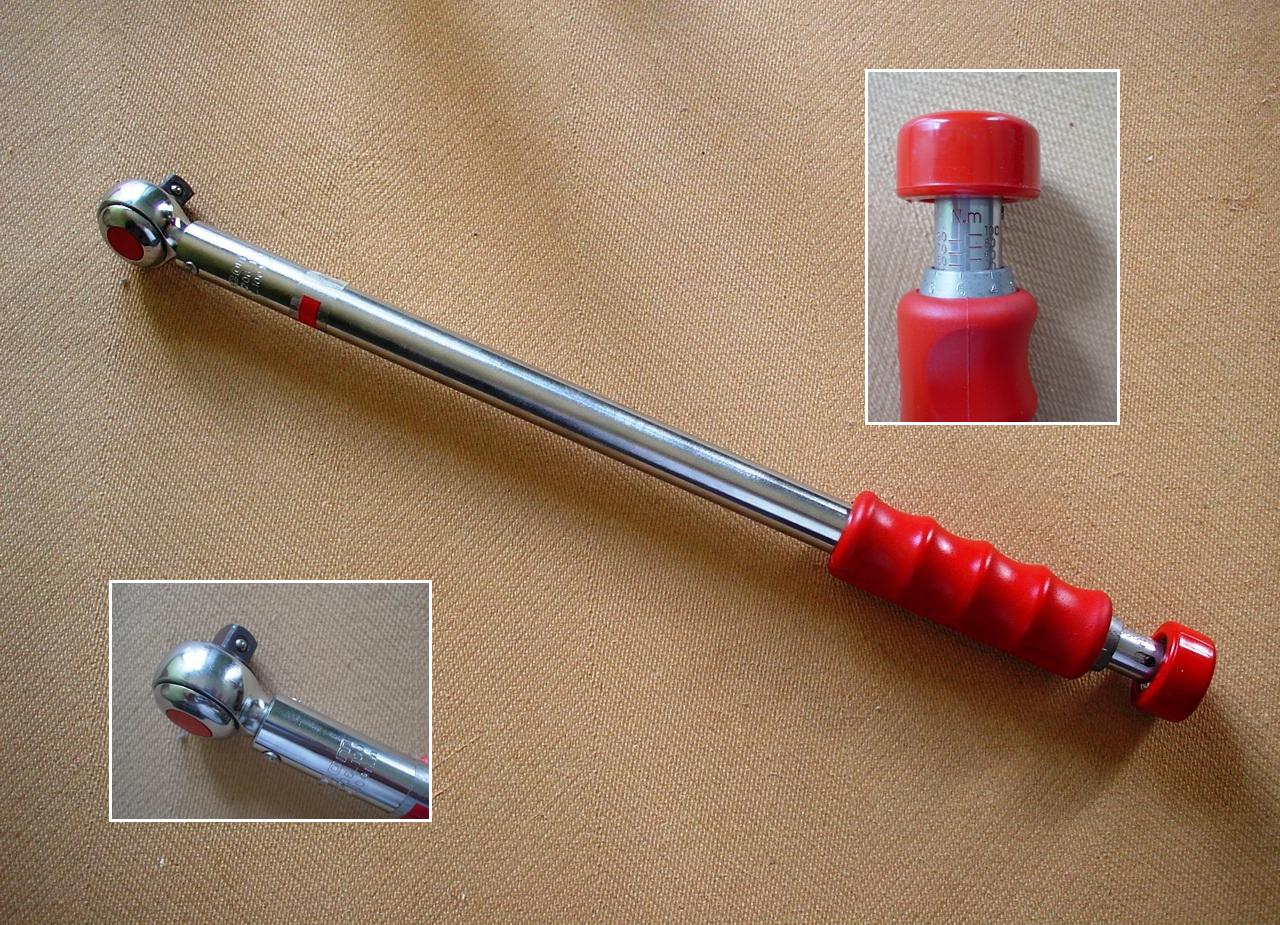
Ключ предельного типа
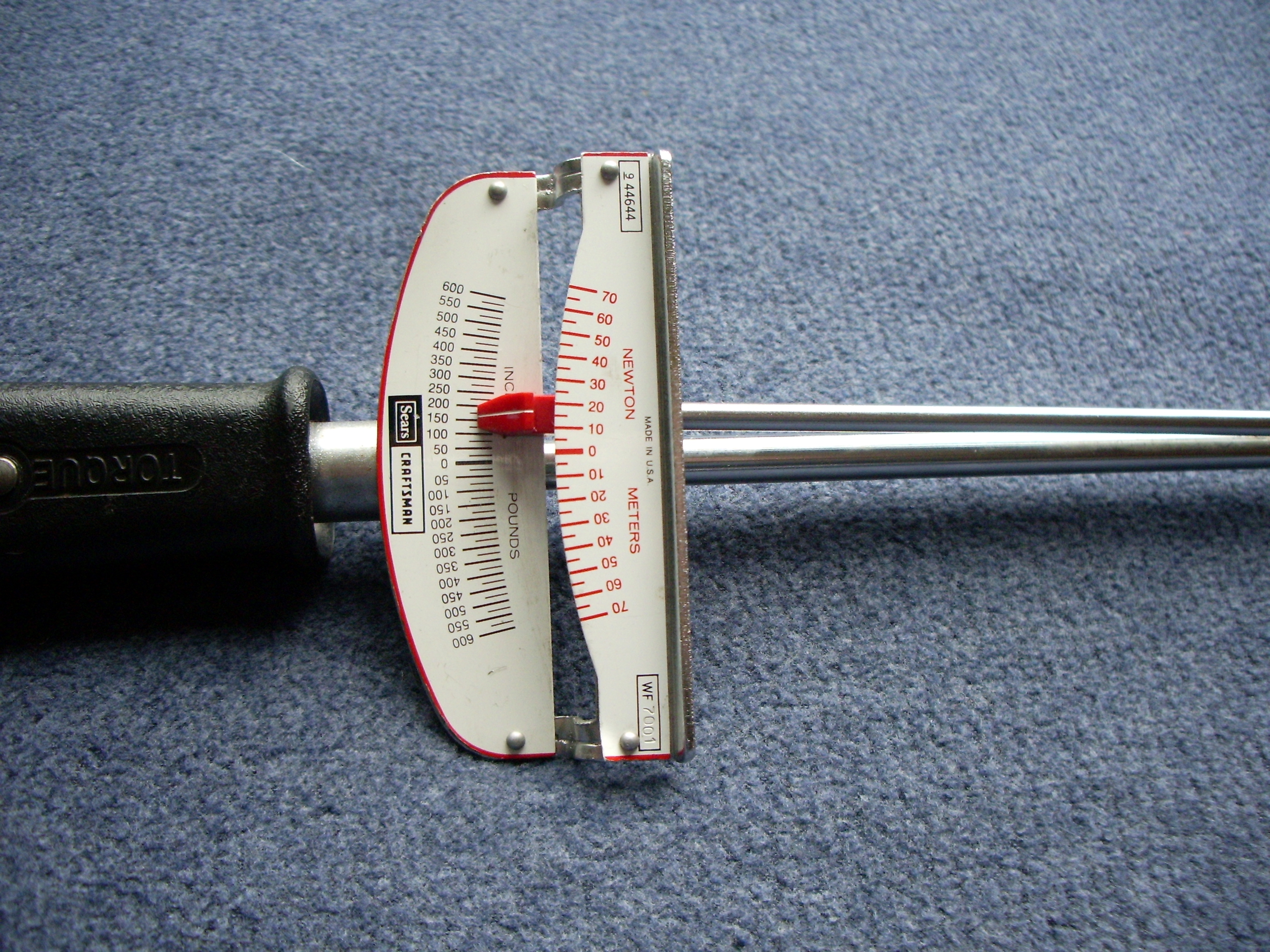
Стрелочный динамометрический ключ
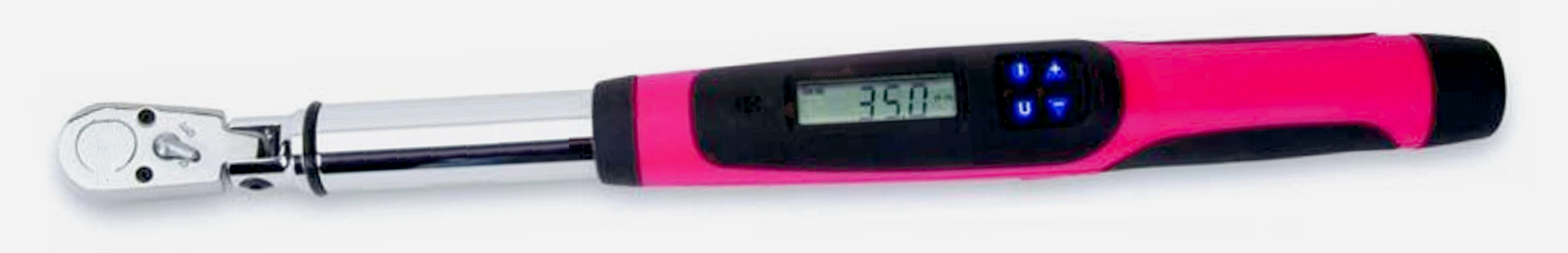
Динамометрический ключ с цифровой индикацией